# Mercado de valores

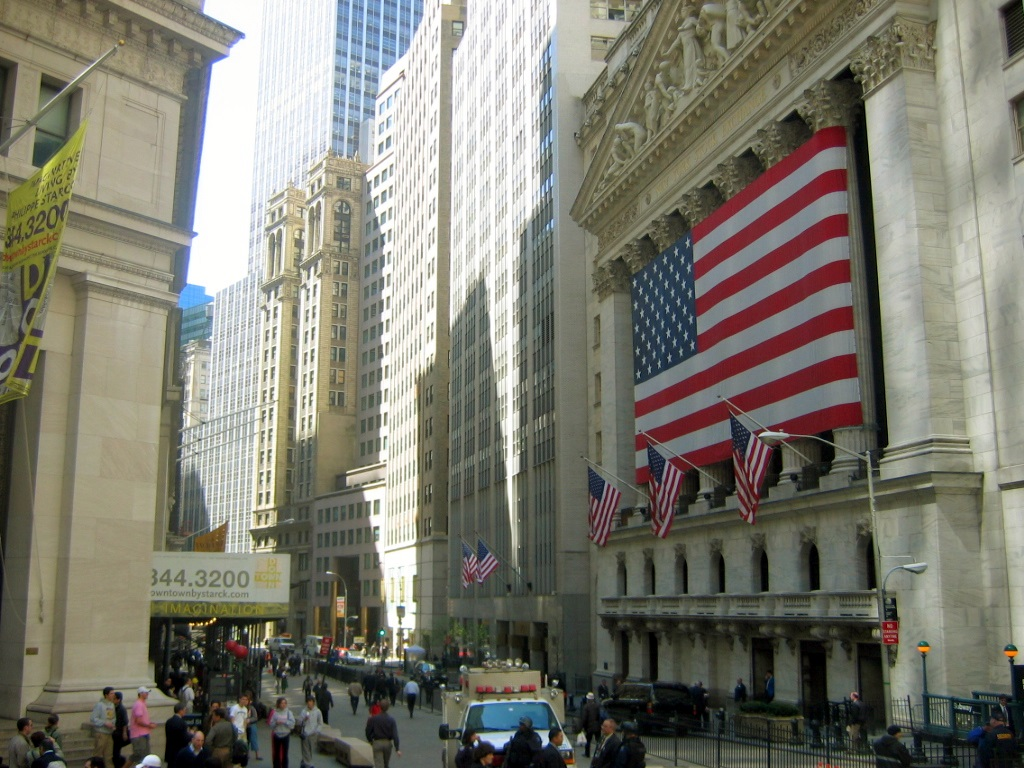
Edificio de la Bolsa de Nueva York.

El mercado de valores es un tipo de mercado de capitales de los que operan alrededor del mundo en el que se negocia la renta variable y la renta fija de una forma estructurada, también la compra y venta de bienes que tiene un plan fijo, o un  negocio de mesa  que tiene renta variable a través de la compraventa de valores negociables. Permite la canalización de capital a medio y largo plazo de los inversores a los usuarios. Tanto como para poder tener dinero o a la vez no, podemos tener una amplia compra o una amplia venta.
El conjunto de normas y participantes (emisores, intermediarios, inversionistas y otros agentes económicos) tiene como objeto permitir el proceso de emisión, colocación, distribución e intermediación de los valores inscritos en el Registro Nacional de Valores o internacional se puede deducir.
De acuerdo con los artículos 2º y 3° de la Ley del Mercado de Valores, esta afecta a los valores negociables emitidos por personas o entidades, públicas o privadas, y agrupados en emisiones, cuya emisión, negociación o comercialización tenga lugar en el territorio nacional (español). Se consideran valores negociables, en todo caso (art 2.1 TRLMV):
- Las acciones de sociedades y los valores negociables equivalentes a las acciones, así como cualquier otro tipo de valores negociables que den derecho a adquirir acciones o valores equivalentes a las acciones, por su conversión o por el ejercicio de los derechos que confieren.
- Las cuotas participativas de las cajas de ahorros y las cuotas participativas de asociación de la Confederación Española de Cajas de Ahorros.
- Los bonos, obligaciones y otros valores análogos, representativos de parte de un empréstito, incluidos los convertibles o canjeables.
- Las cédulas, los bonos y participaciones hipotecarias.
- Los bonos de titulización.
- Las participaciones y acciones de instituciones de inversión colectiva.
- Los instrumentos del mercado monetario entendiendo por tales las categorías de instrumentos que se negocian habitualmente en el mercado monetario tales como las letras del Tesoro, certificados de depósito y pagarés, salvo que sean librados singularmente, excluyéndose los instrumentos de pago que deriven de operaciones comerciales antecedentes que no impliquen captación de fondos reembolsables.
- Las participaciones preferentes.
- Las cédulas territoriales.
- Los "warrants" y demás valores negociables derivados que confieran el derecho a adquirir o vender cualquier otro valor negociable, o que den derecho a una liquidación en efectivo determinada por referencia, entre otros, a valores negociables, divisas, tipos de interés o rendimientos, materias primas, riesgo de crédito u otros índices o medidas.
- Los demás a los que las disposiciones legales o reglamentarias atribuyan la condición de valor negociable.

También se consideran valores negociables, entre otros, los contratos de opciones, futuros, permutas, acuerdos de tipos de interés a plazo y otros contratos de instrumentos financieros derivados relacionados con diversas materias: valores, divisas, materias primas, instrumentos financieros, etc (art. 2 TRLMV).

## Historia

### Un mercado de valores formal
En los siglos XVII y XVIII, los holandeses fueron pioneros en varias innovaciones financieras que ayudaron a sentar las bases del sistema financiero moderno. A principios del siglo XVII, la Compañía Holandesa de las Indias Orientales se convirtió en la primera compañía en la historia en emitir bonos y acciones al público (empréstitos) en general. Como señala Edward Stringham (2015), "las compañías con acciones transferibles se remontan a la Roma clásica, pero por lo general no eran esfuerzos duraderos y no existía un mercado secundario considerable (Neal, 1997, p. 61)".
La India Oriental holandesa, la compañía (fundada en el año de 1602), también fue la primera sociedad anónima en obtener un capital fijo y, como resultado, se produjo un intercambio continuo de acciones de la compañía en la Bolsa de Ámsterdam. Poco después, surgió en el mercado de Ámsterdam un activo comercio de diversos productos derivados, entre los que se encuentran opciones. Los comerciantes holandeses también fueron pioneros en las ventas en corto, una práctica que fue prohibida por las autoridades holandesas ya en 1610.

## Requisitos para cotizar en Bolsa (en España)
Requisitos para "salir a bolsa" (empezar a cotizar):
El capital mínimo para que el valor de una empresa cotice en la Bolsa debe ser de 1.200.000 euros y estar repartido entre los accionistas, de los cuales ninguno debe poseer más de un 25% del capital social.
Durante un periodo de cinco años, la empresa debía tener beneficios (con algunas excepciones) al menos en tres de esos años no seguidos para que se pudiese repartir un dividendo del 6% sobre el capital desembolsado, una vez dotadas las reservas legales y realizada la previsión sobre impuesto de sociedades, pero la nueva ley del mercado de valores, de 2007, ya no lo exige. Además, después de la colocación, debía haber al menos 100 accionistas cuya participación individual fuese inferior al 25%, pero dicha obligación ha desaparecido también.
Esquema resumen de los requisitos necesarios:
- Capital mínimo 1.200.000 € (accionista individual < 25% capital).
- Elaboración de documentos acreditativos: Estatutos, acuerdos sociales de emisión, y poderes vigentes del firmante del folleto

Esquema resumen de los requisitos que ya no son necesarios:
- Beneficios en los dos últimos ejercicios, o en tres no consecutivos en un periodo de cinco, suficientes para repartir dividendo mínimo del 6% sobre el capital desembolsado.
- > 100 accionistas con participación individual < 25%

Obligaciones que deben cumplir las empresas cotizadas (admitidas a negociación):
La admisión a negociación de valores en un mercado secundario oficial no requiere autorización administrativa previa. No obstante, estará sujeta al cumplimiento previo de varias obligaciones:
1. La aportación y registro en la Comisión Nacional del Mercado de Valores de los documentos que acrediten la sujeción del emisor y de los valores al régimen jurídico que les sea aplicable.
2. La aportación y registro en la Comisión Nacional del Mercado de Valores de los estados financieros del emisor preparados y auditados de acuerdo con la legislación aplicable a dicho emisor.
3. La aportación, aprobación y registro en la Comisión Nacional del Mercado de Valores de un folleto informativo, así como su publicación.
4. El pago de las tarifas de la CNMV y el Servicio de Compensación y Liquidación de Valores, así como otros gastos y cánones (de admisión a negociación, de permanencia, etc).

Esquema de las obligaciones:
Pagos:
1. Canon de admisión de valores a negociación.
2. Canon de permanencia.
3. Comisión de dirección.
4. Gastos de publicidad.
5. Tarifas de la CNMV y del SCLV.

Suministro de información:
- Periódica:

1. Anual y referida a los estados contables individuales y consolidados.
2. Semestral: estados financieros con un desglose similar a la información anual.
3. Trimestral: avance de resultados y otros datos relevantes.

- Puntual:

1. Hechos relevantes.
2. Participaciones significativas.
3. Tarifas de la Bolsa.

## Tamaño de las acciones
Las acciones se clasifican según varios criterios. Uno de ellos depende del país donde la empresa está domiciliada. Por ejemplo, Nestlé o Novartis que tienen su sede en Suiza, por lo que pueden considerarse parte del mercado bursátil suizo, aunque sus acciones puedan ser vendidas en otros países, por ejemplo, en el American depository receipts (ADRs) en mercados de valores de EE. UU.
A partir del 2017, el tamaño del mercado bursátil mundial (capitalización de mercado) era de aproximadamente US$ 79.225 billones. Por países, el mercado más grande fue el de Estados Unidos (alrededor del 34%), seguido de Japón (alrededor del 6%) y de Reino Unido (alrededor del 6%). Estas cifras disminuyeron en 2013.
A partir del 2015, había un total de 60 bolsa de valores distintas a nivel mundial con un total de una capitalización de mercados de unos US$ 69 billones. De estos, 16 mercados tienen un intercambio de capitalización de US$ 1 billones que representa el 87% de la capitalización del mercado global. Con la excepción de la Bolsa de Valores Australiana, estas 16 se encuentra en uno de los tres continentes: Norteamérica, Europa y Asia.

## El comercio en la bolsa de valores
Comercializar en la bolsa de valores consiste la transferencia de acciones o garantías de un vendedor a un comprador, a cambio de dinero. Esto sugiere un acuerdo financiero entre ambas partes.
Entre participantes del mercado de valores se encuentran pequeños inversores de acciones individuales hasta grandes inversores con personalidad física o jurídica, que pueden tener su sede en cualquier parte del mundo, y pueden incluir bancos, compañías de seguros, fondos de pensiones y de inversión. Las órdenes de compra y venta de estas entidades financieras pueden estar ejecutadas en su nombre o por un operador de bolsa  
Algunos intercambios se producen en lugares físicos, donde las transacciones se llevan a cabo en un piso de negocios, por un método conocido como mercado de corros. Este método se utiliza en algunos intercambios de productos básicos, y obliga a los comerciantes a ofrecer unos precios de oferta. 
El otro tipo de intercambios en la bolsa de valores se realiza a través de una red informática, donde las transacciones se realizan electrónicamente. Un ejemplo de tal intercambio es el NASDAQ.
En un intercambio, un comprador potencial ofrece a un determinado precio una acción, y un vendedor potencial pide a un precio determinado una acción. Cuando los precios de  oferta y demanda coinciden, tiene lugar la venta.
Comprar o vender en el mercado implica aceptar los precios pedidos u ofrecidos para la acción deseada. El propósito de una bolsa de valores es facilitar el intercambio de títulos entre compradores y vendedores, creando así un mercado. Además, estos intercambios proporcionan información en tiempo real sobre el mercado e informa sobre la variación del precio de las acciones.

## Mercados de valores en España
Renta fija
- AIAF
- SENAF

Renta variable
- Bolsa de Barcelona
- Bolsa de Bilbao
- Bolsa de Madrid
- Bolsa de Valencia
- Latibex

El artículo 2, fracción XXIV de la LMV señala que "son valores las acciones, partes sociales, obligaciones, bonos, certificados y demás títulos de crédito y documentos que se emitan en serie o en masa en los términos de las leyes que los rijan, susceptibles a circular en los mercados de valores, incluyendo letras de cambio, pagarés y títulos opcionales que se emitan en la forma antes citada y, en su caso, al amparo de un acta de emisión, cuando por disposición de la ley o de la naturaleza de los actos que en la misma se contengan, así se requiera.

## Funcionamiento
Los Mercados de Valores en la actualidad son automatizados y la mayoría de las operaciones se realizan mediante los ECN, que son simplemente un conjunto de servidores (computadoras) que contienen el sistema o programa donde confluyen todos los compradores y todos los vendedores de manera virtual. Usualmente las corredoras proporcionan las cotizaciones utilizando acciones de su propio inventario para venderlas y comprarlas a sus clientes. Es por ello que se les denomina los "hacedores del mercado" (market makers), pues son ellos los responsables de mantener la liquidez de los mismos.
Para cotizar sus valores en la Bolsa, las empresas primero deben hacer públicos sus estados financieros, puesto que a través de ellos se pueden determinar los indicadores que permiten saber la situación financiera de las compañías. El vendedor puede ser la propia empresa, uno, varios o todos los accionistas mayoritarios. Los activos financieros ofrecidos en venta comúnmente son representados por acciones u obligaciones. Las acciones ofrecidas pueden ser parte o la totalidad de la empresa. Los vendedores deberán hacer presentación de un folleto donde se explican las condiciones de la oferta pública de venta, que son registradas y verificadas por el órgano regulador de la bolsa correspondiente. El folleto informativo se pone a disposición de los interesados, quienes podrán aceptarlo o no, y se abren los periodos de aceptación y finalización de la oferta pública de venta.